# Le Tocsin de Buchenwald
 (décembre 2021).
Si vous disposez d'ouvrages ou d'articles de référence ou si vous connaissez des sites web de qualité traitant du thème abordé ici, merci de compléter l'article en donnant les références utiles à sa vérifiabilité et en les liant à la section « Notes et références ».
Le Tocsin de Buchenwald (en russe Бухенвальдский набат) est une chanson soviétique écrite en 1958. La musique en est du compositeur Vano Mouradeli (en russe Вано Мурадели), et les paroles du poète Alexandre Sobolev (ru) (en russe Александр Соболев). Il s'agit d'une chanson très forte, qui a pour cela été traduite dans de nombreuses langues : allemand, suédois, estonien, finnois…

## Genèse

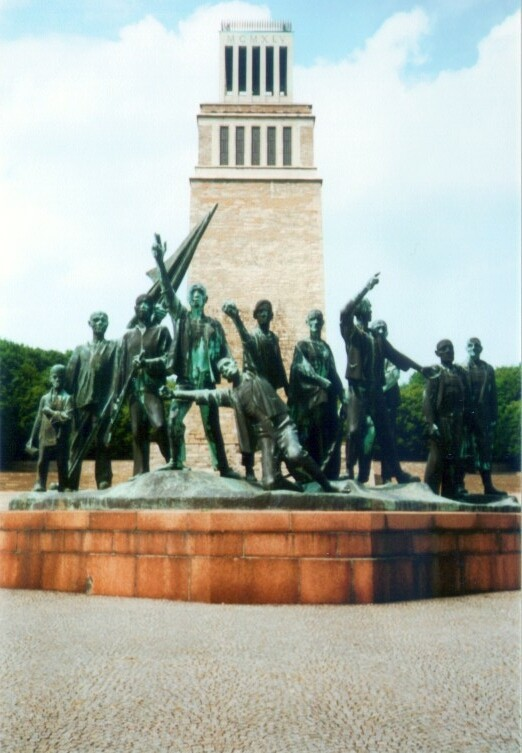
Le mémorial de Buchenwald, en haut duquel se trouve le tocsin évoqué par la chanson.

En 1958, alors qu'il est en vacances au bord d'un lac moscovite, avec sa femme Tatiana, le poète Alexandre Sobolev entend à la radio qu'un mémorial a été ouvert au camp de concentration de Buchenwald, alors en RDA ; le mémorial est surmonté d'un clocher où une cloche rappelle aux allemands les horreurs de la guerre. Marqué par cette information, le poète se met aussitôt à écrire. Deux heures après, il lit à sa femme les premiers vers de la future chanson : « des centaines de brûlés vifs… »
Il envoie alors naïvement son poème à la Pravda pensant  que le journal pourrait être intéressé, car la guerre est encore récente et l'auteur  est un ancien combattant et mutilé de guerre. La Pravda refuse le texte, car  Alexandre Sobolev n'appartient pas au parti communiste. 
Il envoie alors son texte au journal Troud (Travail) qui le publie, puix le fait suivre  au compositeur Vano Muradeli. Celui-ci téléphone quelques jours plus tard, disant simplement : « Je compose la musique en pleurant… Quelles paroles ! ». La chanson  est  proposée à la radio, qui la reçoit froidement. Un auteur-compositeur de l'époque déclare : « Ce n'est pas de la poésie… C'est de l'obscurantisme ! ».
Un destin heureux attend cependant la chanson. Juste à ce moment-là, se prépare à Vienne le Festival mondial de la jeunesse et des étudiants. Sobolev propose sa chanson au Comité Central du Komsomols, qui l'accepte. À Vienne, Le Tocsin de Buchenwald est d'abord chanté par un chœur d'étudiants de l'Université de l'Oural, et reporte  un  énorme succès. C'est un triomphe. Il est immédiatement traduit dans de nombreuses langues. 
La chanson est devenue célèbre en URSS un peu plus tard, avec le film Vent de printemps au-dessus de Vienne («Весенний ветер над Веной» en russe). Son succès fut irrésistible. Elle a pris place dans le répertoire traditionnel des Chœurs de l'Armée rouge.

## Interprétations
Bien que son interprétation la plus connue reste celle des Chœurs de l'Armée rouge, d'autres versions sont toutes aussi puissantes, telle que celle qu'en donna le chanteur russe Muslim Magomayev, celle en finnois de Reijo Frank, ou encore celle en allemand du groupe Kapelle Vorwärts.